# Andreas Hieke

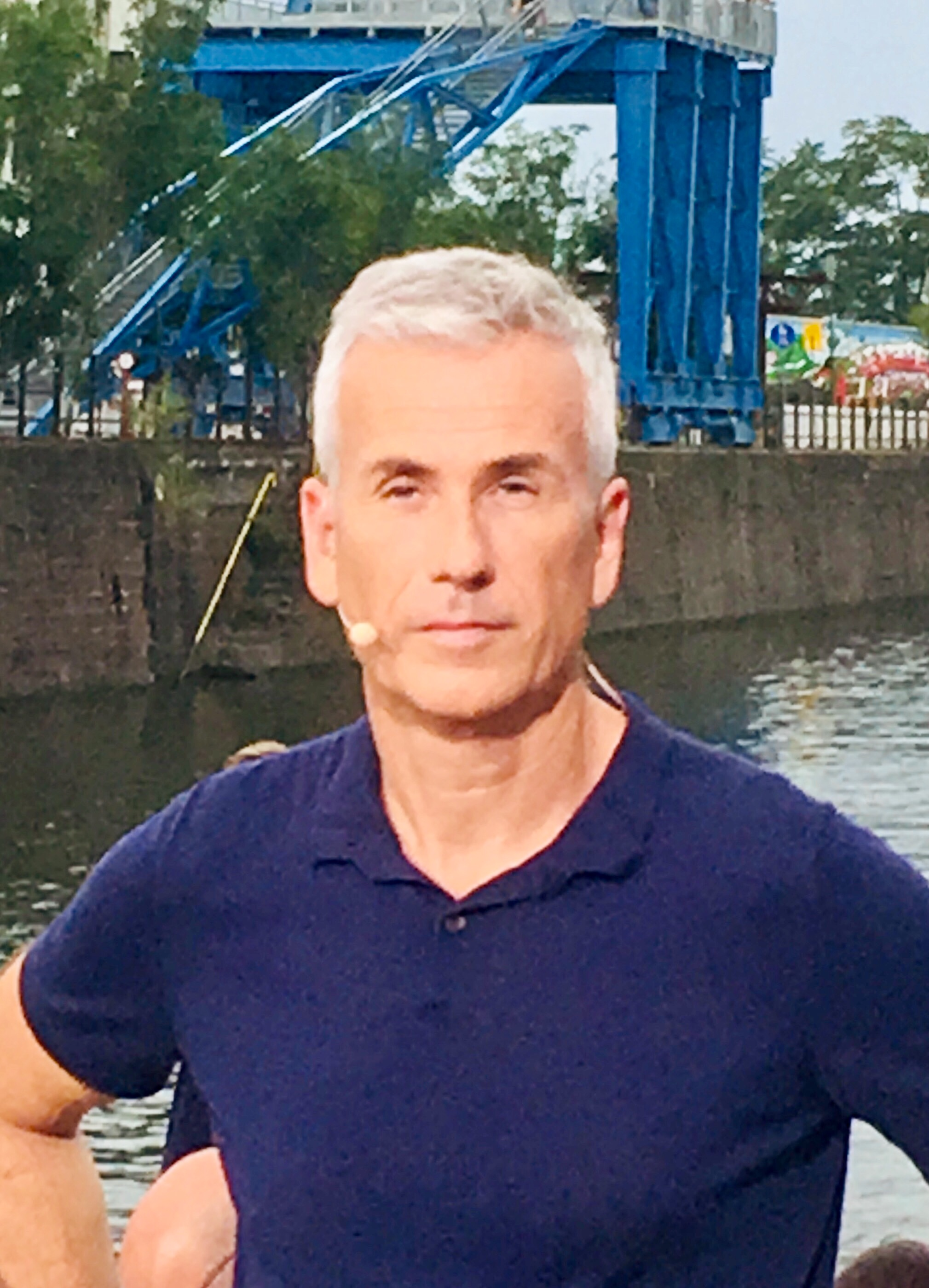
Andreas Hieke (2019)

Andreas Hieke (* 19. Mai 1966 in Kassel) ist ein deutscher Fernsehjournalist und Medientrainer.

## Werdegang
Hieke ist in Kassel und Hanau aufgewachsen. 1985 machte er an der Hohen Landesschule Abitur. Von 1985 bis 1987 absolvierte Hieke eine Stammhauslehre zum Industriekaufmann bei Siemens. Parallel sammelte er erste journalistische Erfahrungen bei der Offenbach-Post. Ab 1987 studierte Hieke an der Ludwig-Maximilians-Universität München Kommunikationswissenschaft, Volkswirtschaftslehre und Theaterwissenschaft. Hieke schloss sein Studium mit einer Arbeit über das DDR-Jugendmagazin Elf 99 ab.
1993 begann Hieke als Redakteur beim lokalen Fenster von RTL in Hessen. 1994 wechselte er zum Sat.1 Regionalreport, 1996 zum Hessischen Rundfunk. Seit 2007 ist Hieke Moderator der Hessenschau. Zudem ist er als Medientrainer und Veranstaltungsmoderator tätig.
Hieke erhielt 1992 den Lokalfernsehpreis der Bayerischen Landeszentrale für Neue Medien.
Er engagiert sich langjährig bei der Tour der Hoffnung.
Hieke hat zwei Kinder. Seine Tochter Maja Hieke ist Schauspielerin.